# Berberis royleana
Berberis royleana är en berberisväxtart som beskrevs av Ahrendt. Berberis royleana ingår i släktet berberisar, och familjen berberisväxter. Inga underarter finns listade i Catalogue of Life.